# سيوسان
سيوسان هي مدينة في كوريا الجنوبية، تتبع مقاطعة تشنغتشونغ الجنوبية، بلغ عدد سكانها 169,221 نسمة في 2015، تبلغ مساحتها 740.79 كيلومتر مربع.

## المناخ
يظهر الجدول التالي التغييرات المناخية على مدار السنة لسيوسان:
| البيانات المناخية لـسيوسان                                                    | البيانات المناخية لـسيوسان | البيانات المناخية لـسيوسان | البيانات المناخية لـسيوسان | البيانات المناخية لـسيوسان | البيانات المناخية لـسيوسان | البيانات المناخية لـسيوسان | البيانات المناخية لـسيوسان | البيانات المناخية لـسيوسان | البيانات المناخية لـسيوسان | البيانات المناخية لـسيوسان | البيانات المناخية لـسيوسان | البيانات المناخية لـسيوسان | البيانات المناخية لـسيوسان |
| الشهر                                                                         | يناير                      | فبراير                     | مارس                       | أبريل                      | مايو                       | يونيو                      | يوليو                      | أغسطس                      | سبتمبر                     | أكتوبر                     | نوفمبر                     | ديسمبر                     | المعدل السنوي              |
| ----------------------------------------------------------------------------- | -------------------------- | -------------------------- | -------------------------- | -------------------------- | -------------------------- | -------------------------- | -------------------------- | -------------------------- | -------------------------- | -------------------------- | -------------------------- | -------------------------- | -------------------------- |
| الدرجة القصوى °م (°ف)                                                         | 17.7 (63.9)                | 19.3 (66.7)                | 22.5 (72.5)                | 29.8 (85.6)                | 31.4 (88.5)                | 33.6 (92.5)                | 37.3 (99.1)                | 37.1 (98.8)                | 32.9 (91.2)                | 30.7 (87.3)                | 25.4 (77.7)                | 18.9 (66.0)                | 37.3 (99.1)                |
| متوسط درجة الحرارة الكبرى °م (°ف)                                             | 3.0 (37.4)                 | 5.3 (41.5)                 | 10.4 (50.7)                | 17.3 (63.1)                | 22.2 (72.0)                | 26.2 (79.2)                | 28.3 (82.9)                | 29.6 (85.3)                | 25.9 (78.6)                | 20.4 (68.7)                | 12.8 (55.0)                | 5.9 (42.6)                 | 17.3 (63.1)                |
| المتوسط اليومي °م (°ف)                                                        | −2.0 (28.4)                | −0.2 (31.6)                | 4.6 (40.3)                 | 10.9 (51.6)                | 16.4 (61.5)                | 21.1 (70.0)                | 24.3 (75.7)                | 25.1 (77.2)                | 20.4 (68.7)                | 14.0 (57.2)                | 7.0 (44.6)                 | 0.9 (33.6)                 | 11.9 (53.4)                |
| متوسط درجة الحرارة الصغرى °م (°ف)                                             | −6.3 (20.7)                | −4.9 (23.2)                | −0.7 (30.7)                | 5.0 (41.0)                 | 11.3 (52.3)                | 16.7 (62.1)                | 21.2 (70.2)                | 21.5 (70.7)                | 15.8 (60.4)                | 8.5 (47.3)                 | 2.1 (35.8)                 | −3.5 (25.7)                | 7.2 (45.0)                 |
| أدنى درجة حرارة °م (°ف)                                                       | −18.7 (−1.7)               | −17.1 (1.2)                | −9.8 (14.4)                | −4.7 (23.5)                | 2.1 (35.8)                 | 8.0 (46.4)                 | 13.7 (56.7)                | 13.7 (56.7)                | 4.1 (39.4)                 | −1.9 (28.6)                | −8.2 (17.2)                | −15.9 (3.4)                | −18.7 (−1.7)               |
| الهطول مم (إنش)                                                               | 28.2 (1.11)                | 26.6 (1.05)                | 46.3 (1.82)                | 70.2 (2.76)                | 105.2 (4.14)               | 138.4 (5.45)               | 273.4 (10.76)              | 295.9 (11.65)              | 162.4 (6.39)               | 52.2 (2.06)                | 56.5 (2.22)                | 30.7 (1.21)                | 1٬285٫7 (50.62)            |
| متوسط أيام هطول الأمطار (≥ 0.1 mm)                                            | 9.2                        | 7.0                        | 7.0                        | 7.5                        | 8.2                        | 9.4                        | 15.2                       | 13.7                       | 8.6                        | 6.7                        | 9.7                        | 11.4                       | 113.6                      |
| متوسط الأيام المثلجة                                                          | 11.2                       | 6.2                        | 2.7                        | 0.0                        | 0.0                        | 0.0                        | 0.0                        | 0.0                        | 0.0                        | 0.0                        | 2.7                        | 9.0                        | 31.8                       |
| متوسط الرطوبة النسبية (%)                                                     | 71.4                       | 69.6                       | 68.5                       | 67.6                       | 71.9                       | 75.9                       | 83.4                       | 81.8                       | 78.5                       | 74.8                       | 73.4                       | 72.7                       | 74.1                       |
| ساعات سطوع الشمس الشهرية                                                      | 151.8                      | 168.9                      | 202.0                      | 219.7                      | 233.8                      | 193.3                      | 143.7                      | 183.5                      | 189.2                      | 203.1                      | 148.4                      | 141.4                      | 2٬178٫8                    |
| نسبة وصول أشعة الشمس                                                          | 49.2                       | 55.2                       | 54.5                       | 55.8                       | 53.4                       | 44.0                       | 32.2                       | 43.7                       | 50.7                       | 58.2                       | 48.3                       | 47.0                       | 48.9                       |
| المصدر: Korea Meteorological Administration (percent sunshine and snowy days) |                            |                            |                            |                            |                            |                            |                            |                            |                            |                            |                            |                            |                            |

## مدن توأم
المدن التوأم:
- تشنهوانغداو.